# Moqām
Moqām (persiska: مقام) är en ort i Iran.   Den ligger i provinsen Mazandaran, i den norra delen av landet, 180 km nordost om huvudstaden Teheran. Moqām ligger 23 meter över havet och antalet invånare är 277.
Terrängen runt Moqām är platt. Runt Moqām är det ganska tätbefolkat, med 111 invånare per kvadratkilometer. Närmaste större samhälle är Sari, 4,1 km sydväst om Moqām. Trakten runt Moqām består till största delen av jordbruksmark.